# Atlasul norilor (film)
Cloud Atlas (2012) este un film german dramatic și științifico-fantastic scris, produs și regizat de Lana Wachowski, Tom Tykwer și  Andy Wachowski. O adaptare după romanul omonim din 2004 de David Mitchell, filmul prezintă mai multe întâmplări petrecute în șase epoci diferite. Rezumatul oficial al filmului Cloud Atlas îl descrie ca fiind "o explorare a modului în care acțiunile din viața unui individul au impact atât în trecut, în prezent cât și în viitor, așa cum un suflet poate transforma un criminal într-un erou, iar un act de bunătate poate provoca valuri de-a lungul secolelor pentru a inspira o revoluție."
De-a lungul a patru ani de dezvoltare, proiectul a întâmpinat dificultăți în asigurarea sprijinului financiar; filmul a fost în cele din urmă realizat cu un buget de 102 milioane dolari americani proveniți din surse independente, făcând Cloud Atlas unul dintre cele mai scumpe filme independente din toate timpurile. Producția a început în septembrie 2011, în Studioul Babelsberg din Potsdam-Babelsberg, Germania.
Filmul a avut premiera la 9 septembrie 2012 în cadrul celui de-al 37-lea Festival Internațional de Film de la Toronto și a fost lansat la 26 octombrie 2012 în cinematografele convenționale și IMAX.
Cloud Atlas a polarizat criticii de film, fiind inclus ulterior în diferite liste cu cele mai bune sau cu cel mai proaste filme. Filmul a fost nominalizat la Globul de Aur pentru cea mai bună muzică originală pentru Tykwer, Johnny Klimek și Reinhold Heil. A primit numeroase nominalizări la Premiul Saturn, câștigând Premiul Saturn pentru cel mai bun machiaj.

## Distribuția
| Actor          | "The Pacific Journal of Adam Ewing" (1849) | "Letters from Zedelghem" (1936) | "Half-Lives: The First Luisa Rey Mystery" (1973) | "The Ghastly Ordeal of Timothy Cavendish" (2012) | "An Orison of Sonmi~451" (2144)        | "Sloosha's Crossin' an' Ev'rythin' After" (2321) |
| -------------- | ------------------------------------------ | ------------------------------- | ------------------------------------------------ | ------------------------------------------------ | -------------------------------------- | ------------------------------------------------ |
| Tom Hanks      | Dr. Henry Goose                            | Hotel Manager                   | Isaac Sachs                                      | Dermot Hoggins                                   | Cavendish Look-a-like Actor            | Zachry                                           |
| Halle Berry    | Native Woman                               | Jocasta Ayrs                    | Luisa Rey                                        | Indian Party Guest                               | Ovid                                   | Meronym                                          |
| Jim Broadbent  | Captain Molyneux                           | Vyvyan Ayrs                     | N/A                                              | Timothy Cavendish                                | Korean Musician                        | Prescient 2                                      |
| Hugo Weaving   | Haskell Moore                              | Tadeusz Kesselring              | Bill Smoke                                       | Nurse Noakes                                     | Boardman Mephi                         | Old Georgie                                      |
| Jim Sturgess   | Adam Ewing                                 | Poor Hotel Guest                | Megan's Dad                                      | Highlander                                       | Hae-Joo Chang                          | Adam / Zachry Brother-in-Law                     |
| Doona Bae      | Tilda Ewing                                | N/A                             | Megan's Mom, Mexican Woman                       | N/A                                              | Sonmi~451, Sonmi~351, Sonmi Prostitute | N/A                                              |
| Ben Whishaw    | Cabin Boy                                  | Robert Frobisher                | Store Clerk                                      | Georgette                                        | N/A                                    | Tribesman                                        |
| James D'Arcy   | N/A                                        | Young Rufus Sixsmith            | Old Rufus Sixsmith                               | Nurse James                                      | Archivist                              | N/A                                              |
| Zhou Xun       | N/A                                        | N/A                             | Talbot / Hotel Manager                           | N/A                                              | Yoona~939                              | Rose                                             |
| Keith David    | Kupaka                                     | N/A                             | Joe Napier                                       | N/A                                              | An-kor Apis                            | Prescient                                        |
| David Gyasi    | Autua                                      | N/A                             | Lester Rey                                       | N/A                                              | N/A                                    | Duophysite                                       |
| Susan Sarandon | Madame Horrox                              | N/A                             | N/A                                              | Older Ursula                                     | Yosouf Suleiman                        | Abbess                                           |
| Hugh Grant     | Rev. Giles Horrox                          | Hotel Heavy                     | Lloyd Hooks                                      | Denholme Cavendish                               | Seer Rhee                              | Kona Chief                                       |

Author David Mitchell makes a cameo appearance as a double agent in the futuristic Korea section.